# Macrothelypteris ornata
Macrothelypteris ornata là một loài thực vật có mạch trong họ Thelypteridaceae. Loài này được (Wall. ex Bedd.) Ching mô tả khoa học đầu tiên năm 1963.